# حارة الإرسال الإذاعي (البريقة)
حارة الإرسال الاذاعي هي إحدى حارات حي الشهداء الواقع بمديرية البريقة التابعة لمحافظة عدن، بلغ تعداد سكانها 80 نسمة حسب تعداد اليمن لعام 2004.